# Старе Мелково
Старе Мелково (рос. Старое Мелково) — присілок в Конаковському районі Тверської області Російської Федерації.
Населення становить 1176 осіб. Входить до складу муніципального утворення Старомелковське сільське поселення.

## Історія
Від 2005 року входить до складу муніципального утворення Старомелковське сільське поселення.

## Населення
| 1859 | 1886 | 1919 | 1997  | 2002  | 2010  |
| ---- | ---- | ---- | ----- | ----- | ----- |
| 622  | ↘538 | ↘516 | ↗1493 | ↘1308 | ↘1176 |